# San-cchaj tchu-chuej

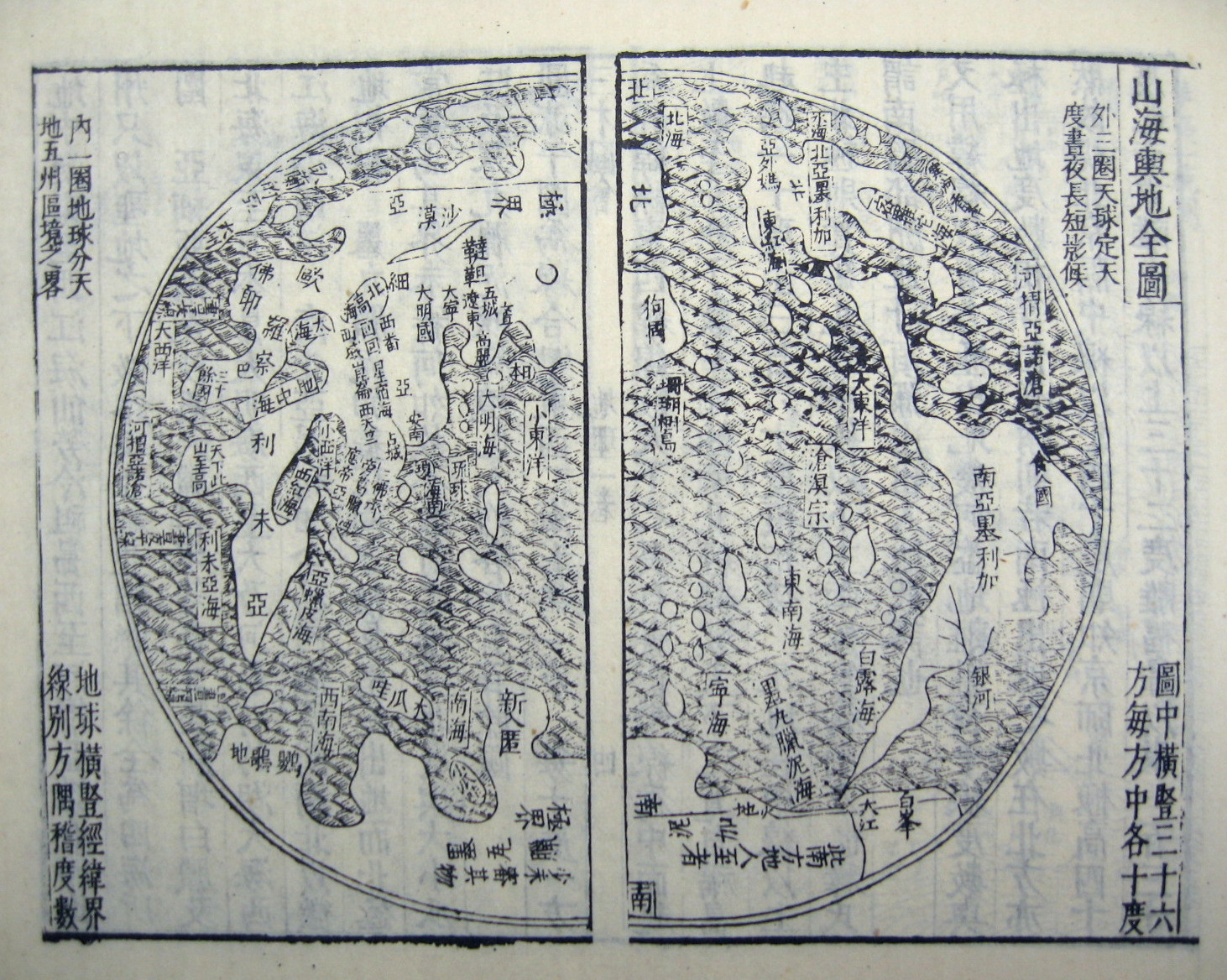
Mapa světa Šan-chaj jü-ti čchüan-tchu z encyklopedie San-cchaj tchu-chuej

San-cchaj tchu-chuej (čínsky pchin-jinem Sāncái túhuì, znaky 三才圖會; doslova „Ilustrovaná encyklopedie tří mocí“) je encyklopedie sestavená roku 1607 a publikovaná roku 1609 v mingské Číně. Encyklopedii sestavili šanghajští rodáci Wang Čchi a Wang S'-i.
Tři moci z názvu jsou nebe, země a člověk. Dílo je bohatě ilustrované a rozdělené do 106 kapitol seskupených do 14 dílů věnovaných astronomii, geografii, životopisům, historii, kultuře i biologii.
Některé popisy jsou nepřesné, a zahrnují i mytologické tvory, ale přesto se od běžných soudobých „encyklopedií všedního dne“ (日用類書, ž'-jung lej-šu) odlišuje kvalitními informacemi (například v popisu Japonců a Korejců, nebo na svou dobu kvalitní mapou světa Šan-chaj jü-ti čchüan-tchu).